# Giełpsz
Giełpsz (deutsch Gelbsch) ist ein kleiner Ort in der polnischen Woiwodschaft Ermland-Masuren und gehört zur Gmina Korsze (Stadt- und Landgemeinde Korschen) im Powiat Kętrzyński (Kreis Rastenburg).

## Geographische Lage
Giełpsz liegt in der nördlichen Mitte der Woiwodschaft Ermland-Masuren, 20 Kilometer nordwestlich der Kreisstadt Kętrzyn (deutsch Rastenburg).

## Geschichte
Im Jahre 1386 wurde der vor 1785 Gelbisch genannte kleine Ort gegründet und war ein Vorwerk im Gutsbezirk Karschau (polnisch Karszewo). Der Gutsbezirk Karschau gehörte bis zu seiner Eingliederung in die Landgemeinde Karschau im Jahre 1928 zum Amtsbezirk Dönhofstädt (polnisch Drogosze) im Kreis Rastenburg im Regierungsbezirk Königsberg innerhalb der preußischen Provinz Ostpreußen. Am 23. Mai 1929 wurde der einstige Gutsbezirk Karschau mit dem Vorwerk Gelbsch in den Amtsbezirk Korschen (polnisch Korzse) umgegliedert.
In Kriegsfolge wurde Gelbsch 1945 mit dem gesamten südlichen Ostpreußen an Polen überstellt und erhielt die polnische Namensform „Giełpsz“. Der Weiler (polnisch Przysiółek) ist an Karszewo (Karschau) angegliedert und in die Stadt- und Landgemeinde Korsze (Korschen) im Powiat Kętrzyński (Kreis Rastenburg) eingegliedert, bis 1998 der Woiwodschaft Olsztyn, seither der Woiwodschaft Ermland-Masuren zugehörig.

## Kirche
Bis 1945 war Gelbsch in die evangelische Kirche Leunenburg (polnisch Sątoczno) in der Kirchenprovinz Ostpreußen der Kirche der Altpreußischen Union sowie in die katholische Kirche Sturmhübel (polnisch Grzęda) im Bistum Ermland eingepfarrt. Heute gehört Giełpsz katholischerseits zur Pfarrei Sątoczno (Leunenburg) im jetzigen Erzbistum Ermland, evangelischerseits zur Pfarrei Kętrzyn (Rastenburg) mit den Filialkirchen Barciany (Barten) und Bartoszyce (Bartenstein) in der Diözese Masuren der Evangelisch-Augsburgischen Kirche in Polen.

## Tourismus
Giełpsz liegt seit 2015 am Östlichen Green-Velo-Radwanderweg (polnisch Wschodni Szlak Rowerowy Green Velo), der auf einer Länge von mehr als 2000 Kilometern das nordöstliche Polen durchzieht.

## Verkehr
Giełpsz liegt an einer Nebenstraße, die bei Glitajny (Glittehnen) von der Woiwodschaftsstraße 590 abzweigt und nach Sątoczno (Leunenburg) und weiter bis Sępopol (Schippenbeil) führt. In Giełpsz kreuzt sie eine Nebenstraße, die von Piaskowiec (Sandenberg) nach Karszewo (Karschau) und weiter bis Wiklewo (Winkeldorf) verläuft. Ein Landweg verbindet Dąb (Eichenau) mit Giełpsz. Eine Anbindung an den Bahnverkehr besteht nicht.